# Saeco
Saeco é uma empresa italiana, especializada na produção de máquinas de café. A sua sede oficial fica localizada perto de Bolonha. Em Maio de 2009 a multinacional holandesa Philips anunciou a compra da empresa por € 170 milhões.